# Анцута (герб)
Анцута (пол. Ancuta) — польский дворянский герб.

## Происхождение
Согласно описанию Каспера Несецкого, герб был присвоен в 1394 году великим князем литовским Витовтом Леону Анцуте за военные заслуги. 

## Описание
В поле синем стрела наконечником вверх, между звездой с правой и полумесяцем с левой стороны. Над шлемом корона.
Оригинальный текст (пол.) W polu błękitnym strzała żeleźcem do góry, pomiędzy gwiazdą z prawej, a półksiężycem doń z lewej strony. Nad hełmem korona.
— Juliusz Ostrowski: Księga herbowa rodów polskich, T.2

## Роды — носители герба
Ancuta, Anczyc, Gawryłkiewicz, Hauryłkiewicz, Hawryłkiewicz, Jesipowicz, Kamiński, Kasperowicz, Lewiński, Makułowicz, Ogorodnicki, Olchowiecki, Olechowiecki, Spirydowicz, Zwierowicz.